# Frank Brownlee

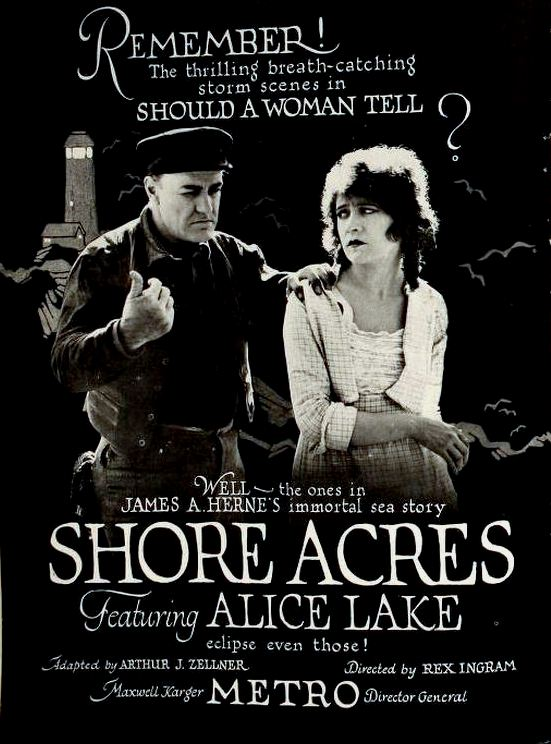
Brownlee mit Alice Lake auf einem Plakat zum Film Shore Acres (1920)

Frank Brownlee (* 11. Oktober 1874 in Dallas, Texas, USA; † 10. Februar 1948 in Los Angeles, Kalifornien, USA) war ein US-amerikanischer Schauspieler.

## Leben
Frank Brownlee galt während seiner von 1911 bis 1943 währenden Filmkarriere als Allround-Schauspieler, der vom verlotterten Goldgräber bis zum Industriekapitän alles spielen konnte. Am häufigsten war er in Western und Actionfilmen zu sehen. Während der Stummfilm-Ära spielte er oft Personen, die auf der falschen Seite des Gesetzes standen. In der Tonfilm-Ära wechselte er gewissermaßen die Seiten und mimte häufig Militär- und Polizeioffiziere, Sicherheitskräfte oder Gesetzeshüter.
Seine erste größere Rolle hatte Brownlee 1921 in dem Stummfilm The Whistle (mit Hauptdarsteller William S. Hart). Als Karrierehöhepunkte listet Hal Erickson die Filme Romance Land (1923, von Regisseur Edward Sedgwick), The Social Highwayman (1926, von Regisseur William Beaudine) und Tombstone Canyon (1932, von Regisseur Alan James) auf. Er spielte außerdem in mehreren Laurel-und-Hardy-Komödien.

## Filmografie (Auswahl)
- 1911: Home
- 1914: The Fireman & the Girl
- 1916: Sold for Marriage
- 1916: Intoleranz (Intolerance)
- 1920: Beyond the Great Wall
- 1921: The Whistle
- 1923: Romance Land
- 1926: The Social Highwayman
- 1927: Laurel und Hardy: With Love And Hisses (With Love and Hisses)
- 1927: Laurel und Hardy: Sailors, Beware! (Sailors, Beware!)
- 1927: Das Haus der tausend Freuden (Call of the Cuckoo)
- 1927: Laurel und Hardy: Die Rache des Raubmörders (Do Detectives Think?)
- 1927: Laurel und Hardy: The Second Hundred Years (The Second Hundred Years)
- 1928: Beggars of Life
- 1932: Laurel und Hardy: Die Teufelsbrüder (Pack Up Your Troubles)
- 1932: Tombstone Canyon
- 1933: Dick und Doof als Polizisten (The Midnight Patrol)
- 1935: Fünf Jahre und ein Tag danach (Tumbling Tumbleweeds)
- 1935: Der Rodeo-Raub (The Desert Trail)
- 1940: Arizona
- 1940: Three Faces West
- 1942: Der Draufgänger von Boston (In Old California)